# Поршнева відсаджувальна машина

Поршнева відсаджувальна машина (рос. поршневая отсадочная машина, англ. piston jig, wash box, jigging machine, jigger, plunger jig, нім. Kolbensetzmaschine f) — гідравлічна відсаджувальна машина, в якій коливний рух води відносно нерухомого решета з робочою постіллю викликається вертикальними зворотно-поступальними переміщеннями поршня (поршнів), розміщеного у поршневому відділенні, за допомогою кривошипно-шатунного привода.
Швидкість переміщення води протягом одного циклу змінюється за законом синусоїди. Поршневі відсаджувальні машини (рис.) застосовують для відсадки крупних і середніх класів руди. Вони звичайно мають дві — чотири камери.
Ці машини не мають широкого розповсюдження внаслідок низької питомої продуктивності, а також великих витрат води і електроенергії. На початку XXI ст. на вітчизняних збагачувальних фабриках П.в.м. практично повсюдно витіснені ефективнішими конструкціями, зокрема повітряно-пульсаційними відсаджувальними машинами.